# Роб Гейлс
Роб Гейлс  (англ. Rob Hayles; нар. 21 січня 1973, Портсмут) — британський велогонщик, олімпійський медаліст.

## Виступи на Олімпіадах
| Олімпіада    | Дисципліна                                      | Місце  |
| ------------ | ----------------------------------------------- | ------ |
| Атланта 1996 | Командна гонка переслідування, 4000 метрів      | 10     |
| Сідней 2000  | особиста шосейна гонка                          | участь |
| Сідней 2000  | Індивідуальна гонка переслідування, 4000 метрів | 4      |
| Сідней 2000  | Медісон                                         | 4      |
| Афіни 2004   | Індивідуальна гонка переслідування, 4000 метрів | 4      |
| Афіни 2004   | Командна гонка переслідування, 4000 метрів      | 2      |
| Афіни 2004   | Медісон                                         | 3      |